# Case del Conte
Case del Conte is een plaats (frazione) in de Italiaanse gemeente Montecorice.